# باربرا سلاتر
باربرا سلاتر (بالإنجليزية: Barbara Slater) هي ممثلة أمريكية، ولدت في 17 ديسمبر 1920 بنيويورك في الولايات المتحدة، وتوفيت في 14 أكتوبر 1997 في الولايات المتحدة.

## وصلات خارجية
- باربرا سلاتر على موقع IMDb (الإنجليزية)
- باربرا سلاتر على موقع قاعدة بيانات الفيلم (الإنجليزية)